# Michal Divíšek
Michal Divíšek (* 22. dubna 1976 Hořice) je český hokejový obránce.

## Kariéra
Odchovanec týmu Stadion Hradec Králové si poprvé zahrál v extralize ještě jako dorostenec v průběhu sezóny 1993/94 ve svém mateřském klubu. Po sezóně odlétá zkusit štěstí do zámoří a v sezónách 1994/95 a 1995/96 hraje WHL v týmu Seattle Thunderbirds. Nejlepší období v kariéře prožívá v sezónách 1996/97 a 1997/98, kdy dvakrát slaví v barvách HC Vsetín vítězství v extralize. V dalších letech hraje extraligu za týmy HC Dukla Jihlava, HC Karlovy Vary, HC Pardubice, HC Plzeň, HC Litvínov a HC Havířov. Poté odchází do Francie, kde hraje v mužstvech Brainconu, Tours a Evry.